# Vladimír Dravecký
Vladimír Dravecký (3. června 1985 Košice) je slovenský hokejový útočník.

## Hráčská kariéra
Košický rodák a odchovanec tamního klubu HC Košice nastartoval svou profesionální dráhu ledního hokejistu v ročníku 2001/02. Natrvalo se zabydlel v základní sestavě Košic v sezoně 2003/04. Během působení v dospělém hokeji na Slovensku hrával mezi roky 2002–2007 výjimečně i v nižší slovenské lize, přesněji za kluby HK Trebišov, PHK Prešov a HKm Humenné. V létě 2007 zkusil štěstí v zámoří, do nejprestižnější hokejové lize světa NHL však neprorazil, hrával pouze na farmě Los Angeles Kings v Manchester Monarchs (AHL) a Reading Royals (ECHL). Po dvou letech v zámoří se vrátil zpět do mateřského týmu a s Košicemi se nakonec radoval z mistrovského titulu. Po úspěšné sezoně podepsal smlouvu s ruským klubem HK Jugra Chanty-Mansijsk, který teprve zahájil první ročník v KHL. Za Jugru odehrál pouze sedm zápasů a v nižší lize VHL devět zápasů za Molot Perm. V průběhu ročníku se však vrátil zpět do Košic a dopomohl tak k zopakování úspěchu z předešlé sezony. S Košicemi postoupil do finále playoff i potřetí, ve kterém však podlehly 3:4 na zápasy nad týmem HC Slovan Bratislava. Právě za Slovan Bratislavu nastoupil do začátku sezony 2012/13, Slovan Bratislava vstoupil do ligy KHL. V Bratislavě ale nevydržel do konce sezony, nedokázal se prosadit do třech útočných formacích a s klubem se dohodl na ukončení smlouvy. Sezonu dohrál ve finském klubu Espoo Blues. Další zahraniční angažmá strávil ve švýcarské druhé nejvyšší soutěži. Za HC Ajoie odehrál 31 zápasů v základní části s bilancí 34 kanadských bodů. V létě 2014 přišel na zkoušku k českému týmu HC Oceláři Třinec, ve které uspěl. Hned v úvodním ročníku domácí nejvyšší soutěži se dostali s týmem do finále playoff, ve kterém nestačili nad celek HC Verva Litvínov.

## Osobní život
V srpnu 2007 se oženil s přítelkyní Martinou Kacvinskou a mají spolu syna Vladimíra a dceru Valentinku.

## Ocenění a úspěchy
- 2012 SHL – Nejlepší střelec v playoff

## Prvenství

### KHL
- Debut v KHL – 11. září 2010 (HK Jugra Chanty-Mansijsk proti SKA Petrohrad)
- První asistence v KHL – 21. září 2010 (HK Viťaz Moskevská oblast proti HK Jugra Chanty-Mansijsk)
- První gól v KHL – 2. prosince 2012 (Metallurg Novokuzněck proti HC Slovan Bratislava, ruskému brankáři Alexandru Lazušinovi)

### ČHL
- Debut v ČHL – 12. září 2014 (HC Oceláři Třinec proti HC ČSOB Pojišťovna Pardubice)
- První gól v ČHL – 21. září 2014 (Bílí Tygři Liberec proti HC Oceláři Třinec, slovenskému brankáři Jánu Lašákovi)
- První asistence v ČHL – 21. září 2014 (Bílí Tygři Liberec proti HC Oceláři Třinec)

## Klubová statistika
| Sezóna       | Klub                     | Soutěž       |     | Základní část | Základní část | Základní část | Základní část | Základní část |    | Play off | Play off | Play off | Play off | Play off |
| Sezóna       | Klub                     | Soutěž       | Z   | G             | A             | B             | TM            | Z             | G  | A        | B        | TM       |          |          |
| 2001–02      | HC Košice                | SHL          | 1   | 0             | 0             | 0             | 0             | –             | –  | –        | –        | –        |          |          |
| 2002–03      | HK Trebišov              | 1.SHL        | 2   | 0             | 1             | 1             | 0             | –             | –  | –        | –        | –        |          |          |
| 2003–04      | HC Košice                | SHL          | 43  | 1             | 3             | 4             | 4             | –             | –  | –        | –        | –        |          |          |
| 2003–04      | PHK Prešov               | 1.SHL        | 4   | 1             | 1             | 2             | 4             | 7             | 7  | 2        | 9        | 4        |          |          |
| 2004–05      | HC Košice                | SHL          | 51  | 5             | 6             | 11            | 8             | 10            | 0  | 1        | 1        | 0        |          |          |
| 2005–06      | HC Košice                | SHL          | 54  | 8             | 18            | 26            | 18            | 8             | 1  | 0        | 1        | 8        |          |          |
| 2005–06      | HKm Humenné              | 1.SHL        | 2   | 1             | 3             | 4             | 0             | –             | –  | –        | –        | –        |          |          |
| 2006–07      | HC Košice                | SHL          | 52  | 9             | 14            | 23            | 16            | 11            | 5  | 3        | 8        | 3        |          |          |
| 2006–07      | HKm Humenné              | 1.SHL        | 1   | 2             | 1             | 3             | –             | –             | –  | –        | –        | –        |          |          |
| 2007–08      | Manchester Monarchs      | AHL          | 31  | 3             | 9             | 12            | 19            | –             | –  | –        | –        | –        |          |          |
| 2007–08      | Reading Royals           | ECHL         | 26  | 4             | 20            | 24            | 20            | 6             | 0  | 1        | 1        | 4        |          |          |
| 2008–09      | Manchester Monarchs      | AHL          | 80  | 6             | 18            | 24            | 42            | –             | –  | –        | –        | –        |          |          |
| 2009–10      | HC Košice                | SHL          | 44  | 18            | 21            | 39            | 36            | 16            | 7  | 7        | 14       | 2        |          |          |
| 2010–11      | HK Jugra Chanty-Mansijsk | KHL          | 7   | 0             | 2             | 2             | 0             | –             | –  | –        | –        | –        |          |          |
| 2010–11      | Molot Perm               | VHL          | 9   | 0             | 2             | 2             | 2             | –             | –  | –        | –        | –        |          |          |
| 2010–11      | HC Košice                | SHL          | 32  | 12            | 10            | 22            | 53            | 14            | 7  | 4        | 11       | 10       |          |          |
| 2011–12      | HC Košice                | SHL          | 55  | 23            | 20            | 43            | 26            | 16            | 11 | 2        | 13       | 19       |          |          |
| 2012–13      | HC Slovan Bratislava     | KHL          | 23  | 2             | 6             | 8             | 10            | –             | –  | –        | –        | –        |          |          |
| 2012–13      | Espoo Blues              | SM-l         | 13  | 4             | 4             | 8             | 2             | –             | –  | –        | –        | –        |          |          |
| 2013–14      | HC Ajoie                 | NLB          | 31  | 12            | 22            | 34            | 12            | –             | –  | –        | –        | –        |          |          |
| 2014–15      | HC Oceláři Třinec        | ČHL          | 50  | 7             | 21            | 28            | 40            | 18            | 4  | 3        | 7        | 8        |          |          |
| 2015–16      | HC Oceláři Třinec        | ČHL          | 51  | 15            | 16            | 31            | 42            | 5             | 1  | 0        | 1        | 0        |          |          |
| 2016–17      | HC Oceláři Třinec        | ČHL          | 48  | 11            | 16            | 27            | 36            | 6             | 2  | 1        | 3        | 0        |          |          |
| 2017–18      | HC Oceláři Třinec        | ČHL          | 42  | 6             | 10            | 16            | 22            | 18            | 0  | 5        | 5        | 6        |          |          |
| 2018–19      | HC Oceláři Třinec        | ČHL          | 51  | 7             | 7             | 14            | 14            | 17            | 2  | 5        | 7        | 10       |          |          |
| 2019–20      | HC Oceláři Třinec        | ČHL          | 52  | 10            | 9             | 19            | 14            | –             | –  | –        | –        | –        |          |          |
| 2020–21      | HC Oceláři Třinec        | ČHL          | 51  | 4             | 3             | 7             | 20            | 16            | 1  | 3        | 4        | 4        |          |          |
| 2021–22      | HC Oceláři Třinec        | ČHL          | 51  | 3             | 11            | 14            | 24            | 14            | 3  | 2        | 5        | 7        |          |          |
| 2022–23      | HC Oceláři Třinec        | ČHL          | 43  | 3             | 6             | 9             | 29            | 22            | 3  | 4        | 7        | 2        |          |          |
| 2023–24      | HC Oceláři Třinec        | ČHL          | 52  | 3             | 5             | 8             | 27            | 21            | 0  | 3        | 3        | 12       |          |          |
| 2024–25      | HC Oceláři Třinec        | ČHL          | 52  | 1             | 5             | 6             | 25            | 9             | 1  | 0        | 1        | 2        |          |          |
| Celkem v AHL | Celkem v AHL             | Celkem v AHL | 191 | 9             | 27            | 36            | 61            | –             | –  | –        | –        | –        |          |          |
| Celkem v ČHL | Celkem v ČHL             | Celkem v ČHL | 543 | 70            | 109           | 179           | 293           | 146           | 17 | 26       | 43       | 51       |          |          |

## Reprezentace
| Rok                       | Tým                       | Soutěž                    | Z  | G | A  | B  | TM |
| ------------------------- | ------------------------- | ------------------------- | -- | - | -- | -- | -- |
| 2003                      | Slovensko 18              | MS-18                     | 7  | 0 | 3  | 3  | 0  |
| 2010                      | Slovensko                 | MS                        | 6  | 0 | 0  | 0  | 2  |
| 2015                      | Slovensko                 | MS                        | 7  | 1 | 5  | 6  | 0  |
| 2016                      | Slovensko                 | MS                        | 7  | 0 | 2  | 2  | 4  |
| 2017                      | Slovensko                 | MS                        | 7  | 0 | 4  | 4  | 2  |
| Juniorská kariéra celkově | Juniorská kariéra celkově | Juniorská kariéra celkově | 7  | 0 | 3  | 3  | 0  |
| Seniorská kariéra celkově | Seniorská kariéra celkově | Seniorská kariéra celkově | 27 | 1 | 11 | 12 | 8  |